# Ганнівська сільська рада (Приазовський район)
| Ганнівська сільська рада — колишній орган місцевого самоврядування у Приазовському районі Запорізької області з адміністративним центром у селі Ганнівка. Сільська рада утворена у 1943 році. Водоймище на території сільської ради — річка Корсак. 5 лютого 1965 року Указом Президії Верховної Ради Української РСР передано Ганнівську сільську раду Приморського району до складу Приазовського району. Сільській раді були підпорядковані населені пункти: - с. Ганнівка - с. Миколаївка - с. Прудентове |

## Склад ради
Сільська рада складалася з 16 депутатів та голови.

### Керівний склад ради
| ПІБ                         | Основні відомості                                                                  | Дата обрання | Дата звільнення |
| --------------------------- | ---------------------------------------------------------------------------------- | ------------ | --------------- |
| Ангеловський Леонід Юстович | Сільський голова, 1950 року народження, освіта, член Соціалістичної партії України | 26.03.2006   | 31.10.2010      |

Примітка: таблиця складена за даними джерела.